# Lijst van Teenage Mutant Ninja Turtles-videospellen
Dit is een lijst van Teenage Mutant Ninja Turtles-videospellen, die sinds 1989 worden geproduceerd, vooral door het Japanse bedrijf Konami.

## Spellen
De oudere TMNT-spellen zijn gebaseerd op de eerste animatieserie, met elementen uit de films, de stripserie TMNT Adventures en zelfs de originele stripserie. De nieuwe spellen zijn gebaseerd op de tweede animatieserie.
| Titel | Datum van uitgave | Originele systeem                             | Ports                                                                                 |  |
| --- | ----------------- | --------------------------------------------- | ------------------------------------------------------------------------------------- |  |
| Teenage Mutant Ninja Turtles | 1989              | NES                                           | PC, Wii Virtual Console, Amiga, Amstrad CPC, Atari ST, Commodore 64, MSX, ZX Spectrum |  |
| Het eerste TMTN videospel was Teenage Mutant Ninja Turtles (激亀忍者伝 Gekikame Ninja Den in Japan, wat losjes te vertalen is als "Fierce Legend of the Ninja Turtles"), uitgebracht in 1989. Het spel was uniek in het opzicht dat op elk bepaald moment de speler kon wisselen tussen de vier Turtles.                                                               |                   |                                               |                                                                                       |  |
| |                   |                                               |                                                                                       |  |
| Teenage Mutant Ninja Turtles | 1989              | Arcade                                        | NES, Xbox Live Arcade Amiga, Amstrad CPC, Atari ST, Commodore 64, DOS, ZX Spectrum    |  |
| Een ander, niet aan het vorige spel gerelateerd, videospel kwam uit in 1989. Dit was een populair arcadespel. Het was een typisch side-scrolling "beat-em-up" spel. Het spel werd later naar de NES overgezet, met twee extra levels en andere graphics. |                   |                                               |                                                                                       |  |
| |                   |                                               |                                                                                       |  |
| Teenage Mutant Ninja Turtles: Fall of the Foot Clan | 1990              | Game Boy                                      | Geen                                                                                  |  |
| Dit was het eerste TMTN spel voor de Ninetendo Game Boy. Het was een side-scrolling platformspel. De speler kon tussen twee levels van Turtle wisselen. |                   |                                               |                                                                                       |  |
| |                   |                                               |                                                                                       |  |
| Teenage Mutant Ninja Turtles: The Manhattan Missions | 1991              | DOS                                           | Geen                                                                                  |  |
| Het enige spel uitgebracht voor enkel de PC. Dit spel was uniek omdat het elke Turtle een eigen “walk mode” en “fight mode” gaf, met verschillende offensieve en defensieve bewegingen. |                   |                                               |                                                                                       |  |
| |                   |                                               |                                                                                       |  |
| Teenage Mutant Ninja Turtles III: The Manhattan Project | 1991              | NES                                           | Geen                                                                                  |  |
| het derde TMTN spel voor de NES. Dit spel was het eerste NES spel met unieke vechtbewegingen voor elke Turtle. Wordt gezien als een semi-sequel op het eerste arcadespel. |                   |                                               |                                                                                       |  |
| |                   |                                               |                                                                                       |  |
| Teenage Mutant Ninja Turtles II: Back from the Sewers | 1991              | Game Boy                                      | Geen                                                                                  |  |
| De sequel op TMNT: Fall of the Foot Clan. Net als het eerste Game Boy spel kon de speler van Turtle wisselen tussen levels, maar als een turtle verslagen wordt in een level, wordt hij gevangen. De speler krijgt na een level een kans om een gevangen Turtle te redden.                                                                                             |                   |                                               |                                                                                       |  |
| |                   |                                               |                                                                                       |  |
| Teenage Mutant Ninja Turtles: Turtles in Time | 1991              | Arcade                                        | SNES                                                                                  |  |
| Teenage Mutant Ninja Turtles: Turtles in Time is het tweede TMNT arcadespel gemaakt door Konami. Wederom was het een scrolling vechtspel gebaseerd op de eerste animatieserie. Wordt vandaag de dag nog steeds gezien als een van de betere spellen. |                   |                                               |                                                                                       |  |
| |                   |                                               |                                                                                       |  |
| Teenage Mutant Ninja Turtles: The Hyperstone Heist | 1992              | Genesis                                       | Geen                                                                                  |  |
| Teenage Mutant Ninja Turtles: The Hyperstone Heist is het eerste TMNT spel uitgebracht voor de Sega Genesis. Bevat veel van dezelfde personages en animaties als Teenage Mutant Ninja Turtles: Turtles in Time. |                   |                                               |                                                                                       |  |
| |                   |                                               |                                                                                       |  |
| Teenage Mutant Ninja Turtles III: Radical Rescue | 1993              | Game Boy                                      | Geen                                                                                  |  |
| Het derde en laatste spel voor de Game boy. De speler begint altijd als Michelangelo, die eerst de andere Turtles moet redden samen met Splinter en April. |                   |                                               |                                                                                       |  |
| |                   |                                               |                                                                                       |  |
| Teenage Mutant Ninja Turtles: Tournament Fighters | 1994              | NES, SNES, Genesis                            | Geen                                                                                  |  |
| Teenage Mutant Ninja Turtles: Tournament Fighters is een vechtspel. Hoewel de titel hetzelfde is, is het spel per console anders. Het spel gebruikt vooral elementen uit het Street Fighter II videospel. Het spel kwam uit toen de populariteit van de Turtles afnam, en verkocht daarom minder.                                                                      |                   |                                               |                                                                                       |  |
| |                   |                                               |                                                                                       |  |
| |                   |                                               |                                                                                       |  |
| Teenage Mutant Ninja Turtles | 2003              | GBA                                           | Geen                                                                                  |  |
| Het eerste TMTN spel uitgebracht voor de Game Boy Advance, en tot dusver ook het enige spel dat exclusief voor dat systeem is gemaakt. Dit spel is uniek omdat elke Turtle zijn eigen set levels heeft. Naast de side-scrolling levels zijn er ook third-person view races, een shell-glider level voor Donatello en een motorfietsrace tussen Raphael en Casey Jones. |                   |                                               |                                                                                       |  |
| |                   |                                               |                                                                                       |  |
| Teenage Mutant Ninja Turtles | 2003              | GameCube, Xbox, PS2, PC                       | Geen                                                                                  |  |
| Konami was erop gebrand om de tweede animatieserie ook om te zetten tot een videospel. Dit resulteerde in de creatie van Teenage Mutant Ninja Turtles. De plot volgt die van de tweede animatieserie, maar kreeg veel kritiek te verduren. |                   |                                               |                                                                                       |  |
| |                   |                                               |                                                                                       |  |
| Teenage Mutant Ninja Turtles 2: Battle Nexus | 2004              | GameCube, GBA, Xbox, PS2, PC                  | Geen                                                                                  |  |
| Het tweede Konami spel gebaseerd op de tweede animatieserie. Dit spel bevat ten opzichte van het vorige veel verbeteringen. Dit spel had een speelmogelijkheid voor vier spelers, waardoor het mogelijk was met alle Turtles tegelijk te spelen. |                   |                                               |                                                                                       |  |
| |                   |                                               |                                                                                       |  |
| Teenage Mutant Ninja Turtles 3: Mutant Nightmare | 2005              | GameCube, Nintendo DS, Xbox PS2               | Geen                                                                                  |  |
| Het derde spel in de nieuwe serie, gebaseerd op het derde seizoen van de tweede animatieserie. |                   |                                               |                                                                                       |  |
| |                   |                                               |                                                                                       |  |
| Teenage Mutant Ninja Turtles: Mutant Melee | 2005              | GameCube, Xbox, PC                            | Geen                                                                                  |  |
| Teenage Mutant Ninja Turtles: Mutant Melee is een gezelschapsspel spin-off. Mutant Melee |                   |                                               |                                                                                       |  |
| |                   |                                               |                                                                                       |  |
| Teenage Mutant Ninja Turtles Fast Forward: Ninja Training NYC | 2006              | Mobiele telefoon                              | Geen                                                                                  |  |
| TMNT FF: Ninja Training NYC is een spel voor de mobiele telefoon, gebaseerd op het zesde seizoen van de tweede animatieserie. Het is zowel een vechtspel als platformspel. |                   |                                               |                                                                                       |  |
| |                   |                                               |                                                                                       |  |
| TMNT: Power Of 4 | 2007              | Mobiele telefoon                              | Geen                                                                                  |  |
| TMNT is een mobiele telefoonspel gebaseerd op de TMNT film uit 2007. Het is een arcadespel dat elementen uit actie-avontuur en racespellen combineert. |                   |                                               |                                                                                       |  |
| |                   |                                               |                                                                                       |  |
| TMNT | 2007              | Xbox 360, Wii, PS2, PSP, Nintendo DS, GBA, PC | Geen                                                                                  |  |
| Ontwikkeld door Ubisoft, TMNT is een spel gebaseerd op de gelijknamige film uit 2007. |                   |                                               |                                                                                       |  |
| |                   |                                               |                                                                                       |  |
| TMNT (GBA) | 2007              | Game Boy Advance                              | Geen                                                                                  |  |
| Ontwikkeld door Ubisoft. De GBA versie van het TMNT videospel. |                   |                                               |                                                                                       |  |
| |                   |                                               |                                                                                       |  |